# FlyBosnia
FlyBosnia était une compagnie aérienne de Bosnie-Herzégovine qui est basée à l'aéroport international de Sarajevo. En octobre 2022 la compagnie perd son AOC, elle n'est donc plus une compagnie aérienne car elle n'a pas un certificat valide

## Histoire

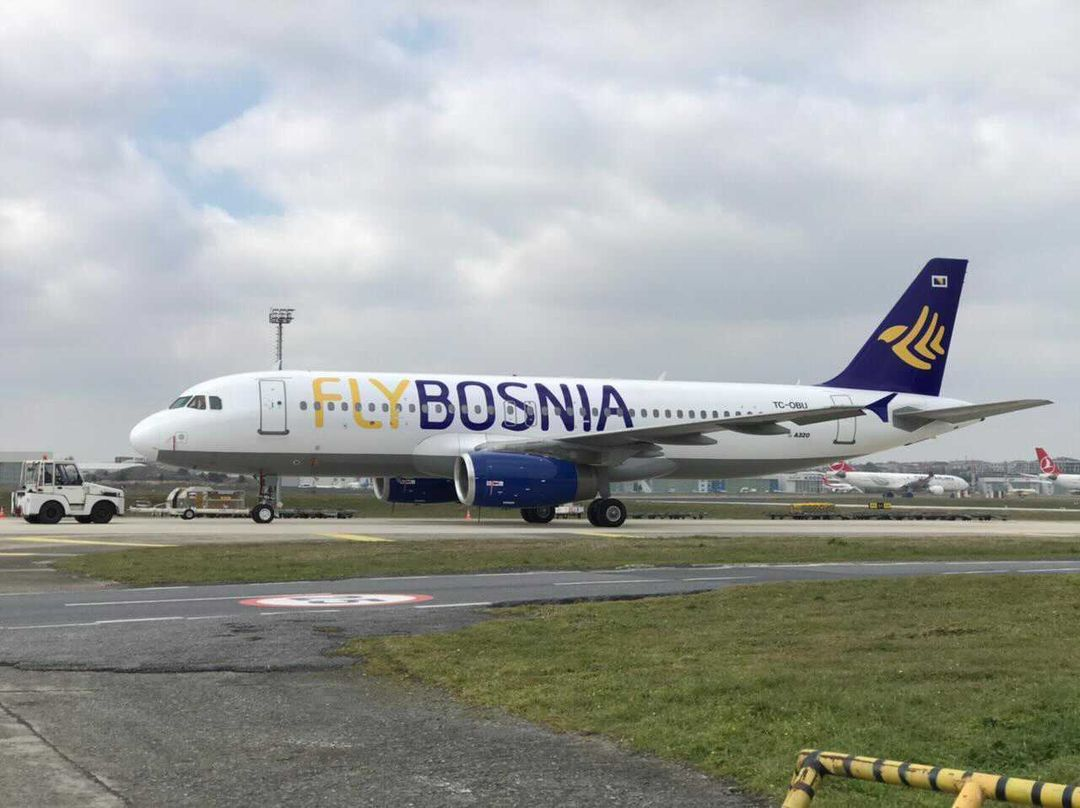
FlyBosnia Airbus A320, peint dans la nouvelle livrée

La compagnie aérienne a été enregistrée en novembre 2017. La Direction de l'aviation civile de Bosnie-Herzégovine (BHDCA) a délivré un certificat d'opérateur aérien (AOC) à FlyBosnia le 11 janvier 2019, et fonde sa stratégie de croissance sur le tourisme religieux. La compagnie a également annoncé qu'elle commencerait avec des opérations européennes, principalement à destination de Londres, Paris et Rome.
Le deuxième avion de la compagnie aérienne, immatriculé E7-FBB, est arrivé des États-Unis le 8 mai 2019, livré par Aircraft Ferry Specialists. Cependant, en novembre 2019, cet avion a été restitué au bailleur. FlyBosnia avait initialement prévu d'ajouter deux autres appareils à sa flotte d'ici la fin de 2019. Huit avions supplémentaires devraient être ajoutés d'ici 2023.
En octobre 2019, il a été rapporté que la compagnie aérienne devait à l'aéroport international de Sarajevo une somme d'argent substantielle pour ses services de manutention. Peu de temps après, la compagnie aérienne n'avait pas payé les salaires pendant plusieurs mois et avait dû licencier près de la moitié de son personnel. En novembre 2019, la société est finalement parvenue à un accord avec l'aéroport pour payer les frais. FlyBosnia a également abandonné progressivement l'un de ses deux Airbus A319 et prévoit d'en reprendre deux autres en 2020.
En août 2020, FlyBosnia a annoncé la résiliation de toutes les liaisons régulières avec des services d'affrètement vers le Koweït et Antalya restants. Leur seul avion, un Airbus A319-100, doit être mis au rebut et remplacé par un contrat de location avec équipage avant qu'un réseau plus large de destinations charter ne soit mis en place en 2021. Par ailleurs, un nouveau PDG a été nommé En novembre 2020, FlyBosnia a résilié son contrat avec l’aéroport de Sarajevo en raison de dettes impayées et de difficultés financières. Après le déménagement, la compagnie aérienne a mis fin à ses activités.
En décembre 2021, FlyBosnia a annoncé son retour sur le marché avec des vols de tous les aéroports de Bosnie-Herzégovine vers Zurich et Genève en Suisse. Cependant, la compagnie aérienne a confirmé que ces vols étaient une arnaque, car une agence de voyages de Suisse vendait des billets FlyBosnia sans leur permission depuis 2 semaines.
À la fin de 2022, l’aéroport de Sarajevo a lancé un appel d’offres pour trouver une compagnie aérienne succédant à FlyBosnia. En octobre 2022, les autorités bosniaques ont révoqué le certificat de transporteur aérien et la licence opérationnelle de FlyBosnia, plus de deux ans après le dernier vol de la compagnie aérienne.

## Destinations
FlyBosnia dessert les destinations programmées suivantes à partir d'octobre 2020:
| Pays               | Ville    | Aéroport                                    | Notes              | Refs   |
| ------------------ | -------- | ------------------------------------------- | ------------------ | ------ |
| Bahreïn            | Manama   | Aéroport international de Bahreïn           | Terminé            | [ 12 ] |
| Bosnie-Herzégovine | Mostar   | Aéroport de Mostar                          | Terminé            | [ 13 ] |
| Bosnie-Herzégovine | Sarajevo | Aéroport international de Sarajevo          | HUB                | [ 14 ] |
| Italie             | Rome     | Aéroport Léonard-de-Vinci de Rome Fiumicino | Terminé            | [ 15 ] |
| Koweït             | Koweït   | Aéroport international de Koweït            | Terminé            | [ 14 ] |
| Arabie saoudite    | Al Qasim | Aéroport régional de Qassim                 | Terminé            | [ 14 ] |
| Arabie saoudite    | Djeddah  | Aéroport international Roi-Abdelaziz        | Terminé            | [ 16 ] |
| Arabie saoudite    | Riyad    | Aéroport international du roi Khaled        | Terminé            | [ 11 ] |
| Turquie            | Antalya  | Aéroport d'Antalya                          | Charter saisonnier | [ 11 ] |
| Royaume-Uni        | Londres  | Aéroport de Londres-Luton                   | Terminé            | [ 17 ] |

## Flotte

### Flotte actuelle
Depuis août 2020, FlyBosnia exploite les avions suivants :

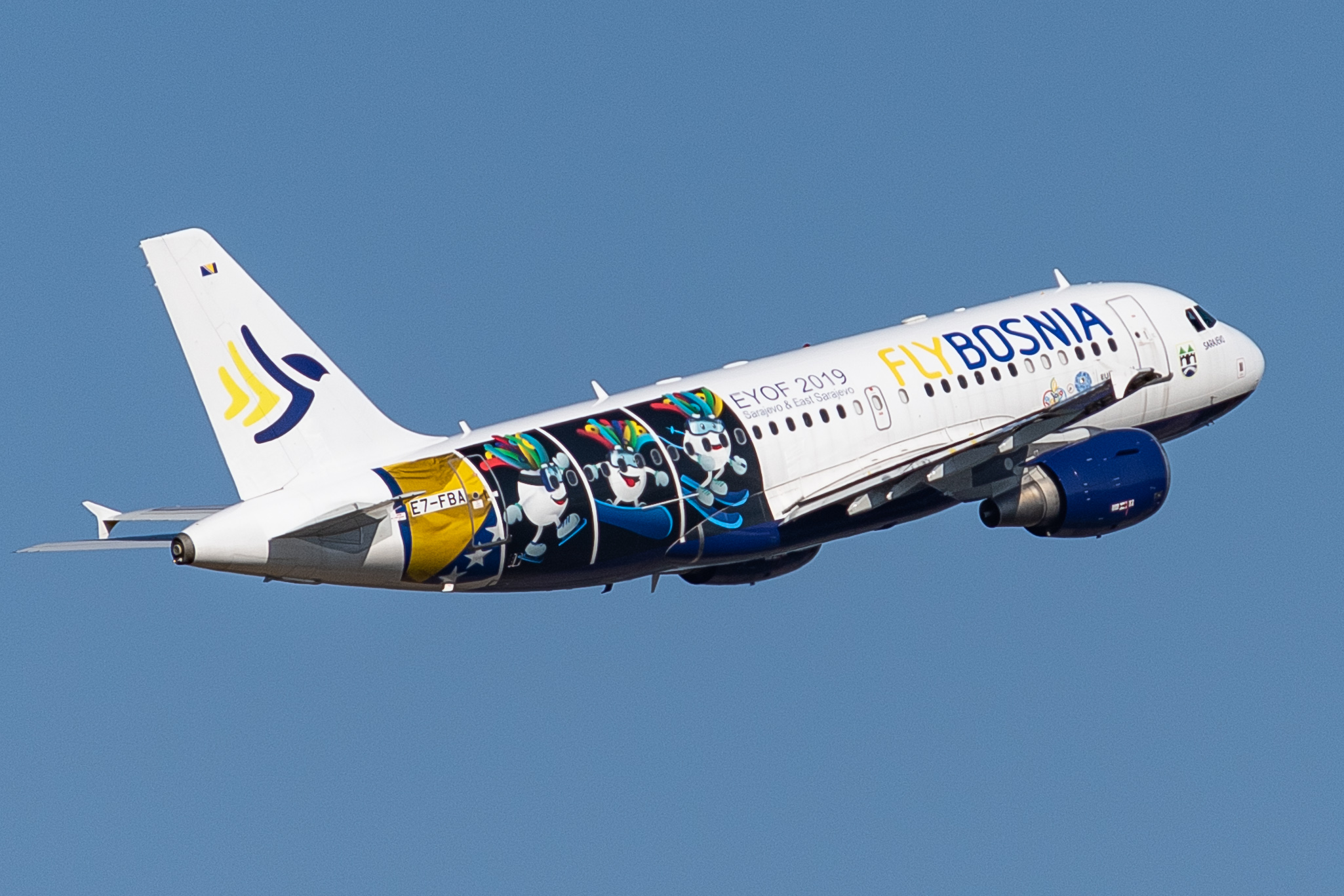
Un ancien Airbus A319-100 de FlyBosnia décollant de l'aéroport international de Pékin, transportant des fournitures médicales

| Appareil        | En service | Commande | Passengers | Notes                  |
| --------------- | ---------- | -------- | ---------- | ---------------------- |
| Airbus A320-200 | 1          | 4        |            | loué auprès d'Onur Air |
| Total           | 1          | 4        |            |                        |

### Anciens avions
- 2 Airbus A319-100